# Cogulot
Cogulot est une ancienne commune française située en Bergeracois dans le sud-ouest du département de la Dordogne, qui a existé depuis la fin du XVIIIe siècle jusqu'en 1970. Depuis 1971, elle est intégrée à la commune d'Eymet.

## Histoire
D'abord rattachée à Eymet, Cogulot est une commune française créée pendant le Directoire.
Le 1er janvier 1971, elle fusionne avec celle d'Eymet.

## Administration

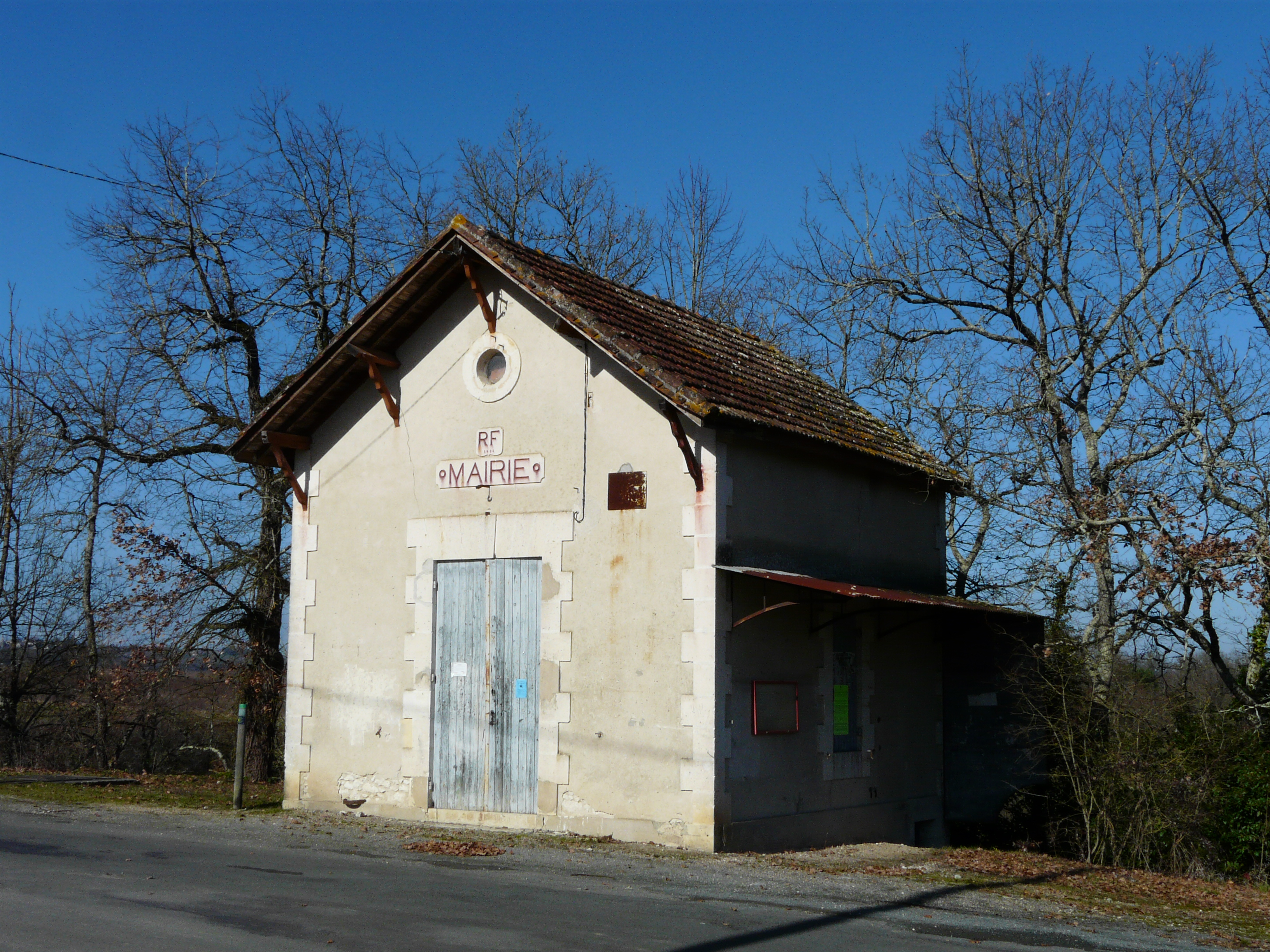
L'ancienne mairie.

## Démographie
| 1800 | 1806 | 1821 | 1831 | 1836 | 1841 | 1846 |
| ---- | ---- | ---- | ---- | ---- | ---- | ---- |
| 267  | 257  | 252  | 246  | 272  | 240  | 243  |

| 1851 | 1856 | 1861 | 1866 | 1872 | 1876 | 1881 |
| ---- | ---- | ---- | ---- | ---- | ---- | ---- |
| 211  | 187  | 198  | 188  | 197  | 206  | 220  |

| 1886 | 1891 | 1896 | 1901 | 1906 | 1911 | 1921 |
| ---- | ---- | ---- | ---- | ---- | ---- | ---- |
| 215  | 202  | 202  | 214  | 233  | 220  | 156  |

| 1926 | 1931 | 1936 | 1946 | 1954 | 1962 | 1968 |
| ---- | ---- | ---- | ---- | ---- | ---- | ---- |
| 171  | 172  | 196  | 185  | 172  | 208  | 226  |

## Galerie de photos

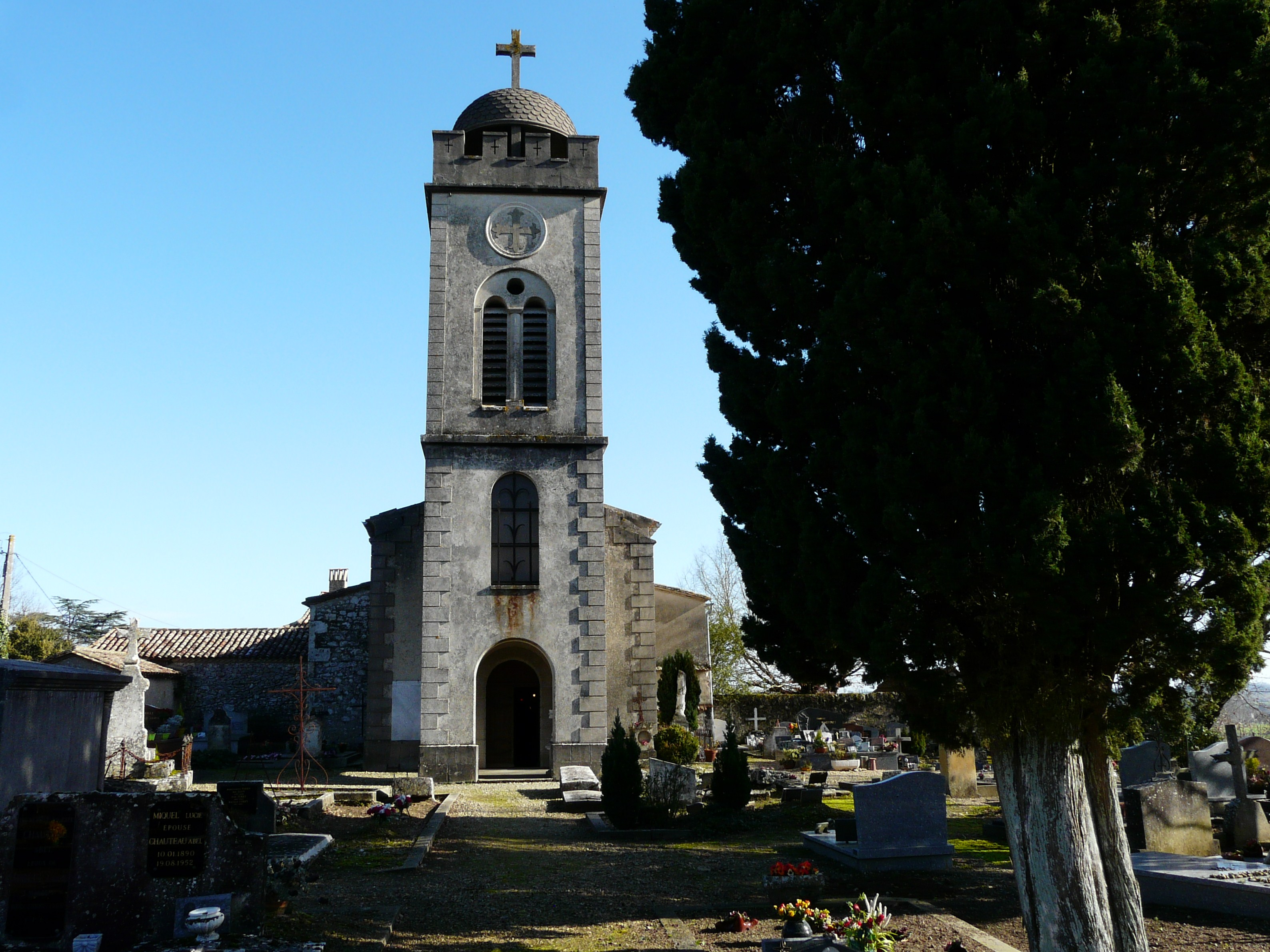
L'église Sainte-Marie-Madeleine.
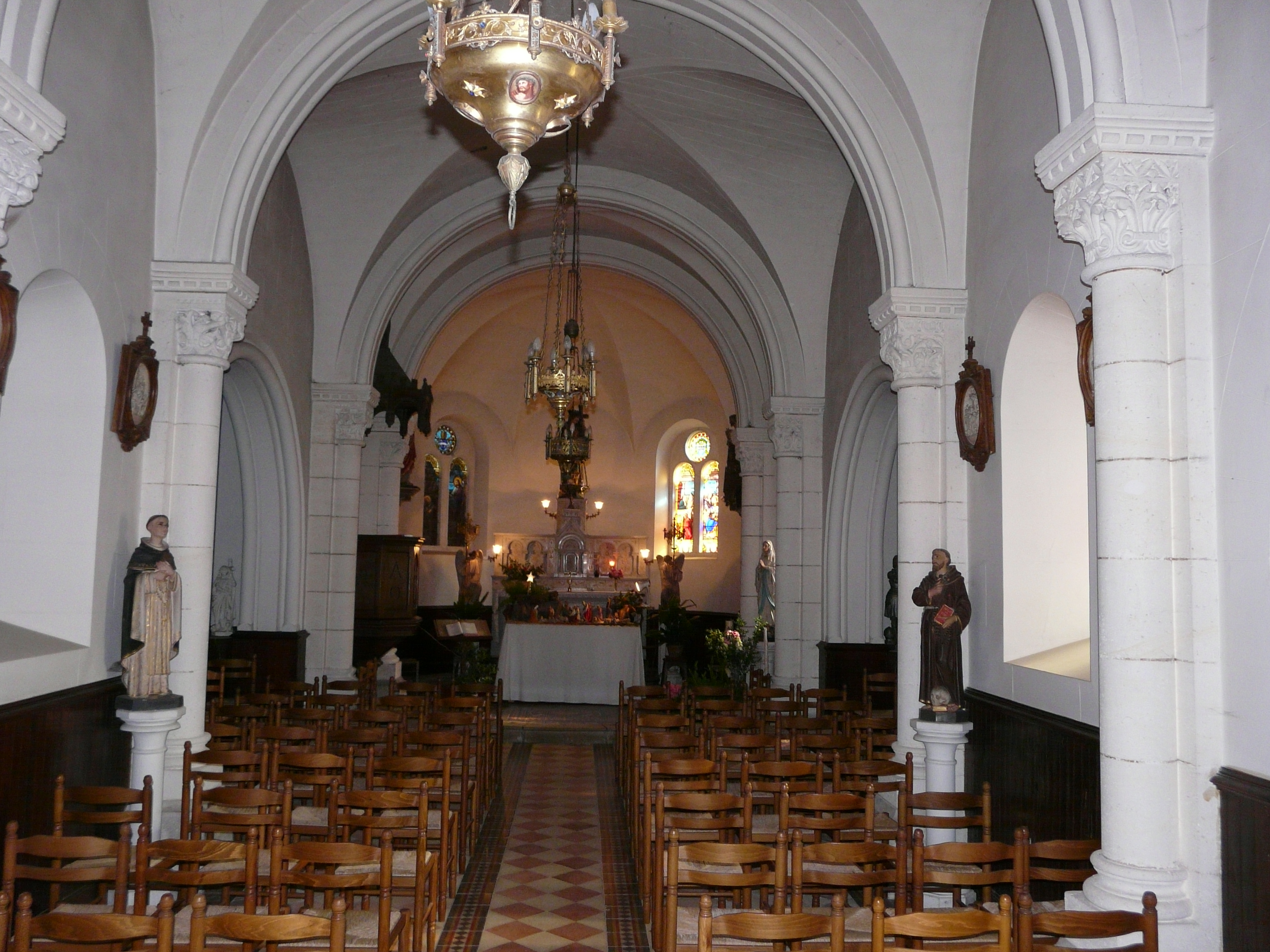
La nef.